# Norwich City Football Club 2022-2023
Questa voce raccoglie le informazioni riguardanti il Norwich City Football Club nelle competizioni ufficiali della stagione 2022-2023.

## Maglie e sponsor
| Casa | Trasferta | Terza divisa |

Sponsor ufficiale: Lotus
Fornitore tecnico: Joma

## Rosa

### Rosa 2022-2023
Rosa aggiornata al 20 febbraio 2023.
| N. |                        | Ruolo | Calciatore              |
| -- | ---------------------- | ----- | ----------------------- |
| 1  | Paesi Bassi (bandiera) | P     | Tim Krul                |
| 2  | Inghilterra (bandiera) | D     | Max Aarons              |
| 3  | Inghilterra (bandiera) | D     | Sam Byram               |
| 4  | Irlanda (bandiera)     | D     | Andrew Omobamidele      |
| 5  | Scozia (bandiera)      | D     | Grant Hanley (capitano) |
| 6  | Inghilterra (bandiera) | D     | Ben Gibson              |
| 10 | Inghilterra (bandiera) | C     | Kieran Dowell           |
| 11 | Irlanda (bandiera)     | A     | Adam Idah               |
| 15 | Inghilterra (bandiera) | A     | Sam McCallum            |
| 17 | Brasile (bandiera)     | A     | Gabriel Sara            |
| 18 | Grecia (bandiera)      | C     | Chrīstos Tzolīs         |
| 19 | Danimarca (bandiera)   | C     | Jakob Sørensen          |
| 21 | Lussemburgo (bandiera) | A     | Danel Sinani            |

| N. |                             | Ruolo | Calciatore          |
| -- | --------------------------- | ----- | ------------------- |
| 22 | Finlandia (bandiera)        | A     | Teemu Pukki         |
| 23 | Scozia (bandiera)           | C     | Kenny McLean        |
| 24 | Stati Uniti (bandiera)      | A     | Josh Sargent        |
| 25 | Cuba (bandiera)             | C     | Onel Hernández      |
| 26 | Cile (bandiera)             | C     | Marcelino Núñez     |
| 27 | Inghilterra (bandiera)      | A     | Jonathan Rowe       |
| 28 | Scozia (bandiera)           | P     | Angus Gunn          |
| 30 | Grecia (bandiera)           | D     | Dīmītrīs Giannoulīs |
| 33 | Irlanda del Nord (bandiera) | P     | Michael McGovern    |
| 37 | Galles (bandiera)           | A     | Daniel Barden       |
| 46 | Inghilterra (bandiera)      | C     | Liam Gibbs          |
|    | Irlanda (bandiera)          | D     | Shane Duffy         |
|    | Polonia (bandiera)          | C     | Przemysław Płacheta |